# Нижньорейнська велосипедна доріжка

Маркування Нижньорейнської велодоріжки

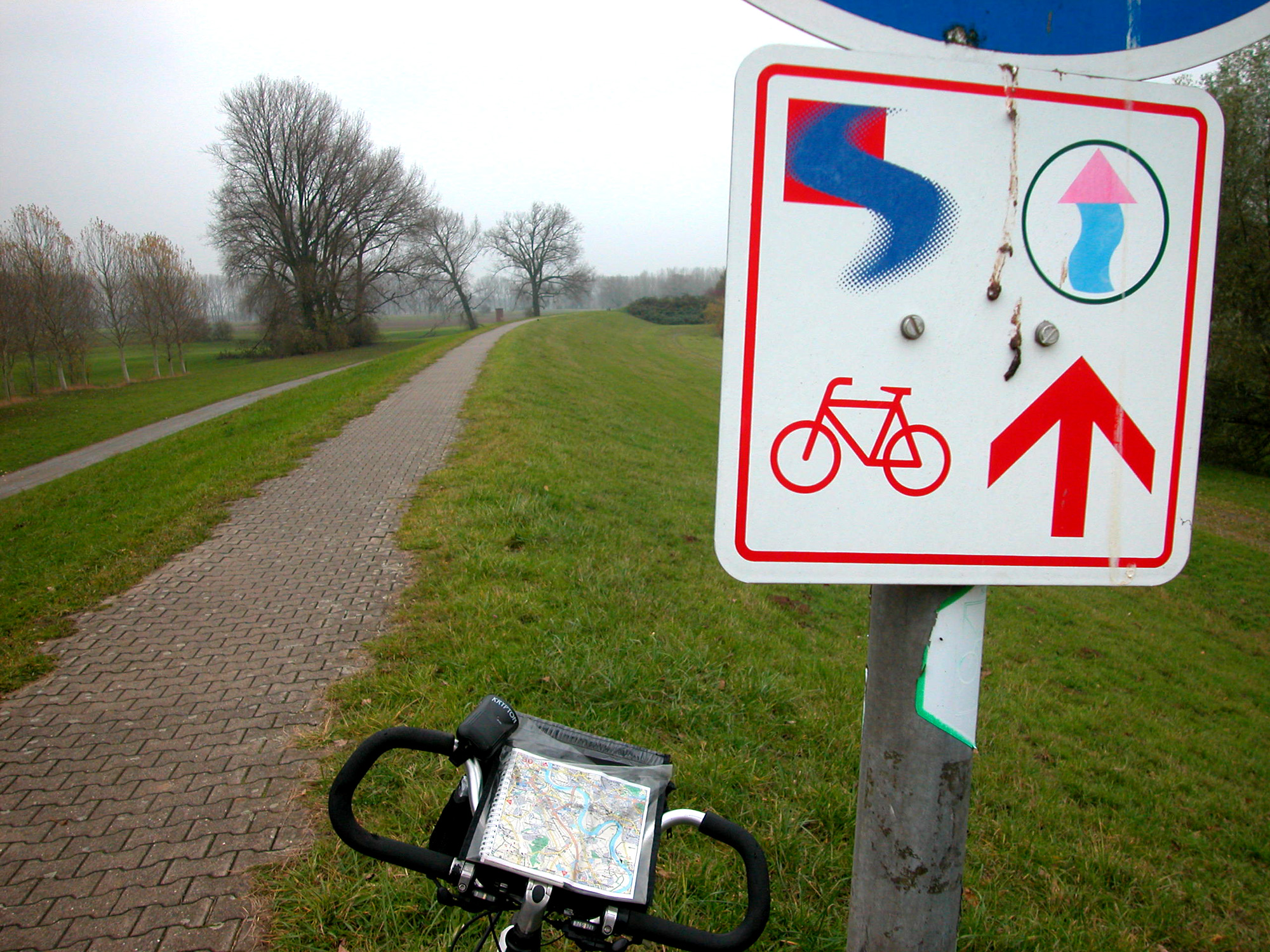
Ділянка Нижньорейнської велодоріжки

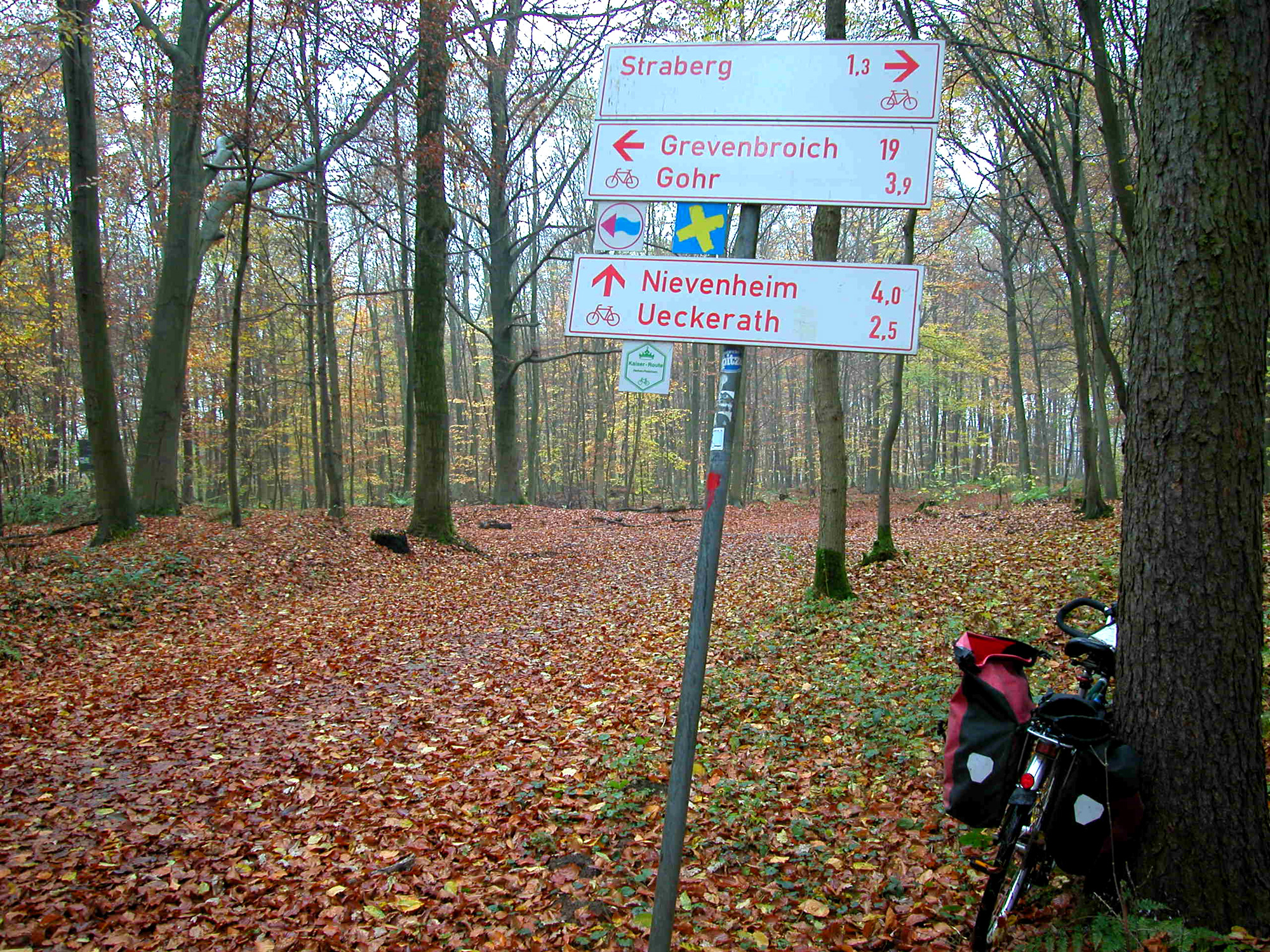
Ділянка Нижньорейнської велодоріжки

Нижньорейнська велосипедна доріжка (маршрут) нім. NiederRheinroute — маркований туристичний велосипедний маршрут у межах землі Північний Рейн-Вестфалія (Німеччина).

## Загальна характеристика
Велодоріжка є найдовша в Німеччині. Її довжина становить понад 2000 км. Це досягається численними петлями по всій долині Нижнього Рейну, що нагадують лабіринт. Така лінія велодоріжки дала змогу помаркувати 1215 кілометрів основного маршруту і включити в нього близько 820 кілометрів допоміжних ділянок, що дозволяють без ускладнень переходити з однієї ділянки основного маршруту на іншу, зрізаючи його вигини. Маршрут охоплює практично всі головні визначні пам'ятки Нижньорейнської низовини від Еммеріха-на-Рейні на півночі до Юбах-Паленберга на півдні і від Нідеркрюхтена на заході до Шермбека на сході. Маршрут розраховано як на підготовлених, так і на туристів-початківців, оскільки він характеризується рівнинним ландшафтом. Маршрут дозволяє ознайомитися зі своєрідними природними комплексами межиріччя Рейну і Маасу, пролягає поодаль жвавих автомобільних шляхів, часто в сільській місцевості або лісовими дорогами.

## Міста і громади маршруту
Ділянки велодоріжки проходять через такі міста і громади: Альпен, Бедбург-Гау, Брюгген, Вальдфойхт, Вассенберг, Вахтендонк, Вегберг, Везель-на-Рейні, Веце, Вілліх, Гайленкірхен, Гангельт, Гельдерн, Гох, Гревенброх, Грефрат, Дінслакен, Дормаген, Дуйсбург, Зельфкант, Зонсбек, Юбах-Паленберг, Іссельбург, Іссум, Юхен, Калькар, Камп-Лінтфорт, Карст, Кевелар, Кемпен, Керкен, Клеве, Коршенброх, Краненбург, Крефельд, Ксантен, Меербуш, Менхенгладбах, Мерс, Неттеталь, Нідеркрюхтен, Нойкірхен-Флюн, Нойс, Райнберг, Рес, Ройрдт, Роммерскірхен, Тенісфорст, Юдем, Фірзен, Ферде, Гайнсберг, Гаммінкельн, Гюккельгофен, Гюнксе, Швальмталь, Шермбек, Штрален, Еммеріх-на-Рейні, Еркеленц.

## Карта велодоріжки
- Die Nieder-Rheinroute, Radwanderkarte 1:75.000. 7. überarbeitete aktualisierte Auflage, Bielefelder Verlagsanstalt BVA, Bielefeld 2014, ISBN 978-3-87073-660-6.